# Hrabstwo Stafford (Kansas)

Piramida wieku hrabstwa

Hrabstwo Stafford – hrabstwo położone w Stanach Zjednoczonych, w stanie Kansas, z siedzibą w mieście St. John. Założone w 1879 roku. Hrabstwo należy do nielicznych hrabstw w Stanach Zjednoczonych należących do tzw. dry county, czyli hrabstw gdzie decyzją lokalnych władz obowiązuje całkowita prohibicja.

## Miasta
- St. John
- Stafford
- Macksville
- Hudson
- Seward
- Radium

## Park Narodowy
- Quivira National Wildlife Refuge

## Sąsiednie Hrabstwa
- Hrabstwo Barton
- Hrabstwo Rice
- Hrabstwo Reno
- Hrabstwo Pratt
- Hrabstwo Edwards
- Hrabstwo Pawnee